# F & M
F & M es el segundo disco de estudio de la banda germano-sueca Lindemann El punto de partida de estas nuevas canciones fue una colaboración entre Till Lindemann y el Teatro Thalia de Hamburgo en el contexto de una adaptación moderna del cuento de hadas de los hermanos Grimm «Hänsel & Gretel», que aborda temas como el miedo, la esperanza, la pobreza, la abundancia, el canibalismo y la muerte. Cinco canciones de esta obra aclamada por la crítica completaron con seis nuevas composiciones para formar el impresionante nuevo trabajo de estudio.
El álbum F & M fue publicado finalmente el 22 de noviembre de 2019, la denominación corresponde a una abreviatura a Frau und Mann; que traducidas al castellano significan Mujer y Hombre
A diferencia del primer dicto de la agrupación, todos los temas de F & M fueron escritos en lengua alemana

## Lista de canciones
Todas las letras escritas por Till Lindemann, toda la música compuesta por Peter Tägtgren, excepto donde se indique. 
| N.º | Título               | Música                         | Duración |  |
| 1.  | «Steh auf»           |                                | 3:04     |  |
| 2.  | «Ich weiß es nicht»  |                                | 4:49     |  |
| 3.  | «Allesfresser»       |                                | 3:29     |  |
| 4.  | «Blut»               |                                | 4:02     |  |
| 5.  | «Knebel»             | Till Lindemann, Peter Tägtgren | 3:50     |  |
| 6.  | «Frau & Mann»        |                                | 3:33     |  |
| 7.  | «Ach so gern»        |                                | 3:22     |  |
| 8.  | «Schlaf ein»         |                                | 5:09     |  |
| 9.  | «Gummi»              |                                | 3:56     |  |
| 10. | «Platz eins»         |                                | 3:55     |  |
| 11. | «Wer weiß das schon» | Clemens Wijers                 | 3:57     |  |

| Pistas adicionales de la edición especial |                                 |                    |          |  |
| N.º                                       | Título                          | Música             | Duración |  |
| 12.                                       | «Mathematik» (Original Version) | Sebastian Tägtgren | 3:34     |  |
| 13.                                       | «Ach so gern» (Pain Version)    |                    | 3:49     |  |

- Datos: Q67713112